# Brit Awards 1989
Les Brit Awards 1989 ont lieu le 13 février 1989 au Royal Albert Hall à Londres. Il s'agit de la 9e cérémonie des Brit Awards. Elle est présentée par Samantha Fox et Mick Fleetwood et retransmise en direct à la télévision sur la chaîne BBC One.
Il s'agit de la première cérémonie adoptant officiellement le nom de Brit Awards.
La catégorie Meilleur artiste international disparaît au profit des catégories Meilleur artiste solo masculin international et Meilleure artiste solo féminine internationale.
La récompense de meilleur producteur britannique n'est pas décernée cette année.
Le groupe Fairground Attraction réalise un doublé inédit en remportant les trophées de meilleur album britannique et meilleur single britannique.
Cette 9e édition a été émaillée par quelques incidents et Samantha Fox et Mick Fleetwood, manifestement peu à l'aise dans leur rôle de présentateurs, ont été largement critiqués dans les médias. Le duo ratait constamment ses répliques et faisait des erreurs comme Samantha Fox annonçant The Four Tops au lieu de Boy George.
Le secrétaire d'État à l'Éducation et aux Sciences, Kenneth Baker, a été hué par le public et un message enregistré par Michael Jackson n'a jamais été diffusé.
Le fiasco est tel que la BBC décide dorénavant d'enregistrer la remise des prix avant de la diffuser. Les Brit Awards ne seront à nouveau diffusés en direct qu'à partir de 2007.

## Interprétations sur scène
Plusieurs chansons sont interprétées lors de la cérémonie :
- Bros : I Owe You Nothing
- Def Leppard : Pour Some Sugar on Me
- Fairground Attraction : Perfect
- Gloria Estefan and Miami Sound Machine : Rhythm Is Gonna Get You
- Randy Newman : Falling in Love
- Tanita Tikaram : Good Tradition
- Yazz : Got to Share

## Palmarès
Les lauréats apparaissent en caractères gras.

### Meilleur album britannique
- The First of a Million Kisses de Fairground Attraction
  - Love de Aztec Camera
  - To Whom It May Concern de The Pasadenas (en)
  - Introspective de Pet Shop Boys
  - Roll with It (en) de Steve Winwood

### Meilleur single britannique
- Perfect de Fairground Attraction
  - Kiss de Art of Noise feat. Tom Jones
  - Real Gone Kid de Deacon Blue
  - She Makes My Day de Robert Palmer
  - Twist in My Sobriety de Tanita Tikaram

### Meilleur artiste solo masculin britannique
- Phil Collins
  - George Michael
  - Robert Palmer
  - Chris Rea
  - Steve Winwood

### Meilleure artiste solo féminine britannique
- Annie Lennox
  - Mica Paris (en)
  - Sade
  - Tanita Tikaram
  - Yazz

### Meilleur groupe britannique
- Erasure
  - The Christians
  - Def Leppard
  - Pet Shop Boys
  - Wet Wet Wet

### Meilleure vidéo britannique
- Smooth Criminal de Michael Jackson [Note 1]
  - Nathan Jones de Bananarama
  - Harvest for the Word de The Christians
  - When We Was Fab de George Harrison
  - Temptation de Wet Wet Wet

Note : 
1. ↑  Bien que non britannique, Michael Jackson est bien nommé puis vainqueur dans cette catégorie

### Révélation britannique
- Bros

Note : le groupe Bros est le seul nommé

### Meilleur artiste solo masculin international
- Michael Jackson
  - Alexander O'Neal
  - Prince
  - Terence Trent D'Arby
  - Luther Vandross

### Meilleure artiste solo féminine internationale
- Tracy Chapman
  - Anita Baker
  - Enya
  - Whitney Houston
  - Kylie Minogue

### Meilleur groupe international
- U2
  - Bon Jovi
  - Fleetwood Mac
  - INXS
  - Womack & Womack

### Révélation internationale
- Tracy Chapman
  - Belinda Carlisle
  - Enya
  - Salt-N-Pepa
  - Michelle Shocked

### Meilleure bande originale de film
- Buster de divers artistes
  - Good Morning, Vietnam de divers artistes
  - Hairspray de divers artistes
  - The Princess Bride de Mark Knopfler
  - Rattle and Hum de U2

### Meilleur disque de musique classique
- Messiah de Trevor Pinnock
  - Paul Bunyan de Philip Brunelle (en)
  - Concerto pour violon (Britten) / Concerto pour alto (Walton) de André Previn
  - Symphonie nº 2 (Mahler) de Simon Rattle
  - Opera Arias de Jeffrey Tate

### Contribution exceptionnelle à la musique
- Cliff Richard

## Artistes à nominations multiples
- 2 nominations :
  - Tracy Chapman
  - The Christians
  - Enya
  - Fairground Attraction
  - Michael Jackson
  - Robert Palmer
  - Pet Shop Boys
  - Tanita Tikaram
  - U2
  - Wet Wet Wet
  - Steve Winwood

## Artistes à récompenses multiples
- 2 récompenses :
  - Tracy Chapman
  - Fairground Attraction
  - Michael Jackson